# Саукільйо-де-Кабесас
Саукільйо-де-Кабесас (ісп. Sauquillo de Cabezas) — муніципалітет в Іспанії, у складі автономної спільноти Кастилія-і-Леон, у провінції Сеговія. Населення — 211 осіб (2010).
Муніципалітет розташований на відстані близько 90 км на північ від Мадрида, 28 км на північ від Сеговії.

## Демографія
Динаміка населення (INE ):